# Австралійська димчаста кішка
Австралійська димчаста, також знана як смугаста димчаста (англ. Australian Mist) — порода кішок, виведена в Австралії.

## Історія
Виведення породи розпочалося в Австралії в 1975 році. Селекціонери хотіли вивести породу, яка була б схожою на бурманську, але мала смугасте забарвлення хутра. Для цього було використано спеціальну програму селекції. Будова тіла, характер та чотири із шести можливих забарвлень передались від бурманської кішки. Ще два забарвлення, тікінг та добродушність передали абіссинські коти. Безпородних котів використовували, щоб додати до забарвлення смугастість (таббі) і більш раннє статеве дозрівання.
Перші кошенята, що були представниками нової породи народилися в січні 1980 року. Першочергово порода мала назву «плямисто-димчаста кішка». З 1998 року її перейменували на австралійську димчасту.
Порода визнана лише в Австралії, а за її межами вона вважається дуже рідкісною.

## Характер
Кішки цієї породи люблять спілкуватись, навіть з незнайомими людьми. Розумні, грайливі. Люблять знаходитись в приміщеннях більше, ніж на вулиці. Можуть довго перебувати в замкнених тісних приміщеннях. Люблять дітей. Терплячі до інших тварин.